# خيسوس زونيغا روميرو
خيسوس زونيغا روميرو (بالإسبانية: Jesús Zúñiga Romero)‏ هو سياسي مكسيكي، ولد في 3 يونيو 1949 في كواويلا في المكسيك. حزبياً، نشط في New Alliance Party (Mexico) ‏. وقد انتخب عضو مجلس النواب المكسيك.